# Amphinemura lithami
Amphinemura lithami är en bäcksländeart som beskrevs av Aubert 1967. Amphinemura lithami ingår i släktet Amphinemura och familjen kryssbäcksländor. Inga underarter finns listade i Catalogue of Life.